# Вери (Козенца)
Вери је насеље у Италији у округу Козенца, региону Калабрија.
Према процени из 2011. у насељу је живело 59 становника. Насеље се налази на надморској висини од 14 м.